# Metropolis Festival

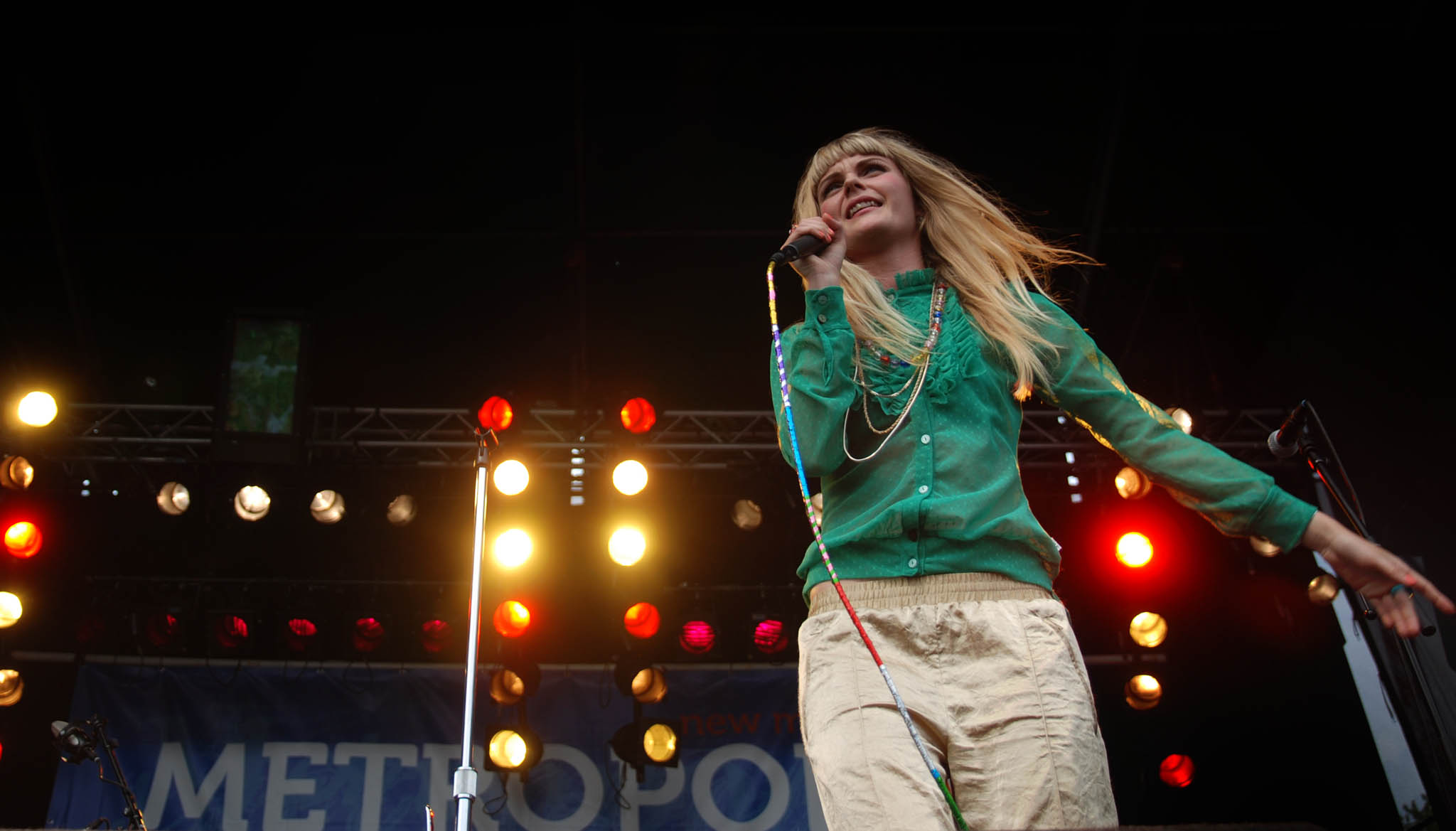
Mette Lindberg von The Asteroids Galaxy Tour auf dem Metropolis 2009

Das Metropolis Festival ist eine niederländische Musikveranstaltung, die seit 1988 jährlich im Zuiderpark im Rotterdamer Stadtteil Charlois stattfindet. Im Schnitt werden hier 35.000 Besucher erwartet.
Die ersten beiden Veranstaltungen fanden noch unter dem Namen Poppark statt. Da es aber im benachbarten Den Haag bereits ein Festival mit dem Namen Parkpop gab, wurde die Bezeichnung 1990 auf Metropolis abgeändert. Auch fand bis 1994 das Festival stets zu Anfang September statt, erst danach  wurde der erste Sonntag im Juli als Termin festgelegt. Der Besuch der Veranstaltung ist kostenfrei. Dies ist auch dem Umstand geschuldet, dass zumeist (noch) unbekannte Bands auftreten. Die Gemeinde Rotterdam unterstützt das Festival mit jährlich 127.000 Euro, wobei die Festivalleitung zunächst 195.000 Euro  beantragt hatte. (Stand 2023) Als Begründung für die Förderung wird die kulturelle Bereicherung der Stadt genannt und dass die Veranstaltung ein bevorzugter Anlaufpunkt der Viertelbewohner ist. Das Gelände ist unterteilt in eine Hauptbühne und einige kleinere überdachte Podien. Es gibt einen Bereich für Kinder.
Die Musikrichtungen  variieren zwischen Rock, Metal, Indie, Hip-Hop, Weltmusik und Punk sowie experimentellen, elektronischen Klängen.
Das Festival genießt den Ruf, dass hier auftretende unbekannte Bands später zu großem Ruhm gelangen. Zum Beispiel Smashing Pumpkins, The Prodigy, Kula Shaker, Wu-Tang Clan, Train, The Strokes, Interpol, The Killers, The Black Keys, Omar Souleyman, TV on the Radio, The Vaccines oder The xx. Auch lokale Bands finden hier ihre Bühne und Chance. 
2020 fand das Festival aufgrund der Beschränkungen zum Schutz vor COVID-19 nicht statt. Im Jahr darauf gab es zwar wieder eine Veranstaltung, welche aber nur in einem sehr kleinem Rahmen ablief.   

## Trivia
In der Miniworld Rotterdam (vergleiche etwa Miniatur Wunderland oder Legoland ) ist eine Miniaturversion des Festivals aufgebaut.